# Diócesis de Itálica
La Sede titular de Itálica es una Diócesis titular católica.

## Historia
La Diócesis de Itálica fue creada en 350 y suprimida en 715, creándose Sede Episcopal titular de Itálica para la Iglesia Católica.

## Episcopologio
- Patrick Fernández Flores (9 de marzo de 1970 - 4 de abril de 1978)
- James Robert Hoffman (18 de abril de 1978 - 16 de Dec de 1980)
- Gaetano Bonicelli (28 de octubre de 1981 - 14 de noviembre de 1989)
- José Manuel Estepa Llaurens (18 de noviembre de 1989 - 7 de marzo de 1998 )
- José Luis Azuaje Ayala (18 de marzo de 1999 - 15 de julio de 2006)
- Miguel Maury Buendía (19 de mayo de 2008 - )